# Garsa arbòria bronzada
La garsa arbòria bronzada (Crypsirina temia) és un ocell de la família dels còrvids (Corvidae).

## Hàbitat i distribució
Habita boscos, arbusts, fins als 1000 m, al sud i est de Myanmar, incloent Tenasserim, Tailàndia, Indoxina, Java i Bali.